# Sybistroma crinicauda
Sybistroma crinicauda är en tvåvingeart som först beskrevs av Zetterstedt 1849.  Sybistroma crinicauda ingår i släktet Sybistroma och familjen styltflugor. Inga underarter finns listade i Catalogue of Life.